# Виртуальный скрининг
Виртуальный скрининг — вычислительная процедура, которая включает автоматизированный просмотр базы данных химических соединений и отбор тех из них, для которых прогнозируется наличие желаемых свойств. Чаще всего виртуальный скрининг применяется при разработке новых лекарственных препаратов для поиска химических соединений, обладающих нужным видом биологической активности. В последнем случае процедура виртуального скрининга может быть основана либо на знании пространственного строения биологической мишени либо на знании структуры лигандов к молекуле данной биологической мишени. Виртуальному скринингу посвящён ряд монографий и обзорных статей.

## Виртуальный скрининг, основанный на знании пространственной структуры биологической мишени

### Молекулярный докинг
Ключевой процедурой виртуального скрининга, основанного на знании пространственной структуры биологической мишени, является молекулярный докинг, позволяющий предсказать пространственное строение комплекса «лиганд-белок» и исходя из него при помощи оценочных функций рассчитать константу связывания лиганда с белком. В этом случае из соединений, для которых предсказаны наибольшие значения констант связывания с молекулой белка, формируют сфокусированную библиотеку, из которой отбирают материал для дальнейшего биологического эксперимента.
В качестве примера применения виртуального скрининга такого рода можно привести работу, направленную на поиск потенциальных лигандов NMDA- и AMPA-рецепторов.
Программы для молекулярного докинга:
1. FlexX (http://www.biosolveit.de/FlexX/)
2. Dock (http://dock.compbio.ucsf.edu)
3. AutoDock (http://autodock.scripps.edu)
4. AutoDock Vina (http://vina.scripps.edu)
5. Surflex (http://www.biopharmics.com, www.tripos.com)
6. Fred (http://www.eyesopen.com/products/applications/fred.html)
7. Gold (http://www.ccdc.cam.ac.uk/products/life_sciences/gold/)
8. PLANTS (http://www.tcd.uni-konstanz.de/research/plants.php)
9. 3DPL (http://www.chemnavigator.com/cnc/products/3dpl.asp)
10. Lead Finder (https://web.archive.org/web/20110315203423/http://www.moltech.ru/)
11. Molegro Virtual Docker (https://web.archive.org/web/20160807163250/http://www.molegro.com/)
12. ICM Pro (http://www.molsoft.com/icm_pro.html)
13. Q-Pharm (https://web.archive.org/web/20170914125245/http://q-pharm.com/)
14. Ligand fit, Libdock and CDocker (http://accelrys.com/services/training/life-science/StructureBasedDesignDescription.html)
15. DockSearch (http://www.ibmc.msk.ru)
16. eHiTS (https://web.archive.org/web/20150908093043/http://www.simbiosys.ca/ehits/index.html)
17. Glide (https://web.archive.org/web/20130514073838/http://www.schrodinger.com/productpage/14/5/)

Программы для виртуального скрининга:
1. VSDocker (https://web.archive.org/web/20100304062102/http://www.bio.nnov.ru/projects/vsdocker2)
2. DOVIS (http://www.bhsai.org/)

## Виртуальный скрининг, основанный на знании структур лигандов
Существует несколько подходов к осуществлению виртуального скрининга, основанного на знании структур лигандов.

### Виртуальный скрининг, основанный на применении моделей, полученных в результате поиска количественных соотношений «структура-свойство»
В этом случае виртуальный скрининг основан на процедуре прогнозирования целевого свойства (как правило, величины или вероятности проявления определенного вида биологической активности) при помощи количественных моделей «структура-свойство» (обычно с учётом их областей применимости) для всех соединений базы данных химических структур.